# Cratere Hiriata
Hiriata  è un cratere sulla superficie di Venere.